# John Bailey
John Ira Bailey (Moberly, 10 agosto 1942 – Los Angeles, 10 novembre 2023) è stato un direttore della fotografia e regista statunitense.

## Biografia
Dopo aver studiato alla Loyola University Chicago e per un periodo in Austria, per studiare la lingua tedesca, ispirato dall'influenza della Nouvelle Vague si iscrive alla scuola di cinema della University of Southern California, dove a dispetto delle intenzioni originarie scopre di preferire agli studi di critica e storia la pratica fotografica e di trovare un congeniale strumento di scrittura nella camera da presa.
Pur esordendo come direttore della fotografia all'inizio degli anni settanta prosegue per l'intero decennio il proprio apprendistato professionale come assistente operatore e operatore alla macchina nelle troupe di Chuck Rosher, Don Peterman, Vilmos Zsigmond ed in particolare Néstor Almendros, con il quale lavora al film che gli vale l'Oscar alla migliore fotografia, I giorni del cielo (1978) di Terrence Malick, e dal quale eredita «una straordinaria sensibilità per la luce naturale».
Nel 1980 ha modo di dimostrare a pieno le proprie capacità, illuminando con rara naturalezza il pluripremiato esordio registico di Robert Redford, Gente comune, e con estrema raffinatezza American Gigolò, che segna l'inizio della collaborazione con il regista Paul Schrader, che prosegue con l'horror iperrealista Il bacio della pantera (1982), il biopic visionario Mishima - Una vita in quattro capitoli (1985), dalla «messa in scena di una bellezza spesso abbagliante» che vale a Bailey, allo scenografo e costumista Eiko Ishioka e al compositore Philip Glass un premio per il miglior contributo artistico al Festival di Cannes, La luce del giorno (1987) e poi, a distanza di oltre dieci anni, il noir Le due verità (1999).
Nel corso degli anni ottanta Bailey instaura un altro significativo sodalizio professionale, con il regista Lawrence Kasdan, inaugurato dal cult generazionale Il grande freddo (1983), cui seguono il western Silverado (1985) e il sentimentale Turista per caso (1988). Negli stessi anni cura la fotografia delle accurate ricostruzioni d'epoca In gara con la luna (1984) di Richard Benjamin e Ricordi di Brighton Beach (1986) di Gene Saks e del road movie musicale Mississippi Adventure (1986) di Walter Hill. Il beffardo noir I ragazzi duri non ballano (1987), diretto dallo scrittore Norman Mailer a partire da un suo romanzo, gli vale la candidatura all'Independent Spirit Award per la miglior fotografia.
A partire dagli anni novanta, mentre da un lato si cimenta in prima persona nella regia, senza risultati memorabili, dall'altro viene impiegato sempre meno in opere di grande ambizione autoriale e richiesto soprattutto per contribuire con il suo stile personale alla qualità visiva di film appartenenti soprattutto al genere della commedia, anche di alto livello produttivo, tra cui spiccano Ricomincio da capo (1993) di Harold Ramis, La vita a modo mio (1994) di Robert Benton e Qualcosa è cambiato (1997) di James L. Brooks.
Dal 2017 al 2019 è stato presidente dell'Academy of Motion Picture Arts and Sciences.

### Vita privata
Bailey è stato sposato con la montatrice Carol Littleton dal 1972 fino alla morte.

## Filmografia

### Direttore della fotografia
- Open Window, regia di Richard Patterson (1972) - cortometraggio
- Premonition, regia di Alan Rudolph (1972)
- Legacy, regia di Karen Arthur (1975)
- Battered, regia di Peter Werner (1978) (TV)
- Mafu - Una terrificante storia d'amore (The Mafu Cage), regia di Karen Arthur (1978)
- Boulevard Nights, regia di Michael Pressman (1979)
- American Gigolò, regia di Paul Schrader (1980)
- Città in fiamme (City in Fear), regia di Jud Taylor (1980)
- Gente comune (Ordinary People), regia di Robert Redford (1980)
- Crazy Runners - Quei pazzi pazzi sulle autostrade (Honky Tonk Freeway), regia di John Schlesinger (1981)
- Chiamami aquila (Continental Divide), regia di Michael Apted (1981)
- Il bacio della pantera (Cat People), regia di Paul Schrader (1982)
- Correre per vincere (That Championship Season), regia di Jason Miller (1982)
- Senza traccia (Without a Trace), regia di Stanley R. Jaffe (1983)
- Il grande freddo (The Big Chill), regia di Lawrence Kasdan (1983)
- In gara con la luna (Racing with the Moon), regia di Richard Benjamin (1984)
- Il Papa del Greenwich Village (The Pope of Greenwich Village), regia di Stuart Rosenberg (1984)
- Mishima - Una vita in quattro capitoli (Mishima: A Life in Four Chapters), regia di Paul Schrader (1985)
- Silverado, regia di Lawrence Kasdan (1985)
- Mississippi Adventure (Crossroads), regia di Walter Hill (1986)
- Ricordi di Brighton Beach (Brighton Beach Memoirs), regia di Gene Saks (1986)
- La luce del giorno (Light of Day), regia di Paul Schrader (1987)
- Swimming to Cambodia, regia di Jonathan Demme (1987)
- I ragazzi duri non ballano (Tough Guys Don't Dance), regia di Norman Mailer (1987)
- Il segreto della piramide d'oro (Vibes), regia di Ken Kwapis (1988)
- Turista per caso (The Accidental Tourist), regia di Lawrence Kasdan (1988)
- Time Flies When You're Alive, regia di Roger Spottiswoode (1989) (TV)
- Hollywood Mavericks, regia di Florence Dauman e Dale Ann Stieber (1990) - documentario
- Il testimone più pazzo del mondo (My Blue Heaven), regia di Herbert Ross (1990)
- Dal big bang ai buchi neri (A Brief History of Time), regia di Errol Morris (1991) - documentario
- Ricomincio da capo (Groundhog Day), regia di Harold Ramis (1993)
- Nel centro del mirino (In the Line of Fire), regia di Wolfgang Petersen (1993)
- La vita a modo mio (Nobody's Fool), regia di Robert Benton (1994)
- Extreme Measures - Soluzioni estreme (Extreme Measures), regia di Michael Apted (1996)
- Passion, regia di James Lapine (1996) (TV)
- Qualcosa è cambiato (As Good as It Gets), regia di James L. Brooks (1997)
- Always Outnumbered - Giustizia senza legge (Always Outnumbered), regia di Michael Apted (1998) (TV)
- Kiss, regia di Richard LaGravenese (1998)
- Sperduti a Manhattan (The Out-of-Towners), regia di Sam Weisman (1999)
- Le due verità (Forever Mine), regia di Paul Schrader (1999)
- Gioco d'amore (For Love of the Game), regia di Sam Raimi (1999)
- Via Dolorosa (2000) - anche regia
- Michael Jordan to the Max, regia di Don Kempf e James D. Stern (2000) - documentario
- S.Y.N.A.P.S.E. - Pericolo in rete (Antitrust), regia di Peter Howitt (2001)
- NSync: Bigger Than Live (2001) - documentario
- Anniversary Party, regia di Jennifer Jason Leigh e Alan Cumming (2001)
- The Kid Stays in the Picture, regia di Nanette Burstein e Brett Morgen (2002) - documentario
- I sublimi segreti delle Ya-Ya sisters (Divine Secrets of the Ya-Ya Sisterhood), regia di Callie Khouri (2002)
- The Fig Rig, regia di Shari Roman (2002) - cortometraggio
- Digital Babylon, regia di Shari Roman (2003) - cortometraggio
- Come farsi lasciare in 10 giorni (How to Lose a Guy in 10 Days), regia di Donald Petrie (2003)
- Searching for Michael Cimino (2003) (TV) - documentario
- ADM: DOP (Anthony Dod Mantle - Director of Photography), regia di Shari Roman (2003) - cortometraggio
- Incident at Loch Ness, regia di Zak Penn (2004)
- The Cutting Edge: The Magic of Movie Editing, regia di Wendy Apple (2004) - documentario
- 4 amiche e un paio di jeans (The Sisterhood of the Traveling Pants), regia di Ken Kwapis (2005)
- Partnerperfetto.com (Must Love Dogs), regia di Gary David Goldberg (2005)
- The Producers - Una gaia commedia neonazista (The Producers), regia di Susan Stroman (2005)
- The Architect, regia di Matt Tauber (2006)
- 10 Tricks, regia di Richard Pagano (2006)
- Licenza di matrimonio (License to Wed), regia di Ken Kwapis (2007)
- 3 donne al verde (Mad Money), regia di Callie Khouri (2008)
- La sposa fantasma (Over Her Dead Body), regia di Jeff Lowell (2008)
- Gli ostacoli del cuore (The Greatest), regia di Shana Feste (2009)
- Brief Interviews with Hideous Men, regia di John Krasinski (2009)
- La verità è che non gli piaci abbastanza (He's Just Not That into You), regia di Ken Kwapis (2009)
- Looking at Animals, regia di Marc Turtletaub (2009) - cortometraggio
- La fontana dell'amore (When in Rome), regia di Mark Steven Johnson (2010)
- Ramona e Beezus (Ramona and Beezus), regia di Elizabeth Allen (2010)
- Country Strong, regia di Shana Feste (2010)
- C'era una volta un'estate (The Way, Way Back), regia di Nat Faxon e Jim Rash (2013)
- 90 minuti a New York (The Angriest Man in Brooklyn), regia di Phil Alden Robinson (2014)
- A spasso nel bosco (A Walk in the Woods), regia di Ken Kwapis (2015)

### Regista
- The Search for Signs of Intelligent Life in the Universe (1991)
- China Moon - Luna di sangue (China Moon) (1994)
- Mariette in Ecstasy (1996)
- Via Dolorosa (2000)